# Conus navarroi
Espèce
Statut de conservation UICN

 NT  : Quasi menacé
Conus navarroi est une espèce de mollusques gastéropodes marins de la famille des Conidae.
Comme toutes les espèces du genre Conus, ces escargots sont prédateurs et venimeux. Ils sont capables de « piquer » les humains et doivent donc être manipulés avec précaution, voire pas du tout.

## Description
La taille de la coquille varie entre 14 mm et 23 mm.

## Distribution
Cette espèce est présente dans l'océan Atlantique au large des îles Santa Luzia et São Vicente, Cap-Vert. 

### Niveau de risque d’extinction de l’espèce
Selon l'analyse de l'UICN réalisée en 2011 pour la définition du niveau de risque d'extinction, cette espèce est endémique aux îles du Cap-Vert, où elle se trouve au large des côtes de l'île de São Vicente sur 3 km, et de l'île voisine de Santa Luzia sur 2 km de côte. La population de São Vicente est peu menacée par les activités de loisirs, tandis que celle de Santa Luzia bénéficie d'une certaine protection car l'île n'est pas habitée et se trouve dans une zone protégée. Cependant, le Cap-Vert en général connaît une croissance explosive du tourisme et du développement associé (Instituto Nacional de Estatística Cabo Verde, http://www.ine.cv/) qui pourrait affecter les populations futures de cette espèce. En outre, cette espèce vit dans des eaux très peu profondes où elle peut être facilement glanée et elle est davantage menacée par la pollution maritime. Bien qu'il n'y ait pas de menaces actuelles, si les niveaux de récolte devaient augmenter à l'avenir, cela pourrait entraîner un déclin de l'espèce, mais pas au point qu'elle devienne éteinte ou en danger critique d'extinction dans un court laps de temps. Par conséquent, cette espèce est actuellement classée comme quasi-menacée.

## Taxonomie

### Publication originale
L'espèce Conus navarroi a été décrite pour la première fois en 1986 par le malacologiste espagnol Emilio Rolán (d) dans « Publicações Ocasionais da Sociedade Portuguesa de Malacologia »,.

### Synonymes
- Africonus navarroi (Rolán, 1986) · appellation alternative
- Conus (Lautoconus) navarroi Rolán, 1986 · non accepté

### Sous-espèces
- Conus navarroi calhetae Rolán, 1990, accepté en tant que Conus calhetae Rolán, 1990